# Pilobolus (compagnie de danse)
Cet article concerne la compagnie de danse. Pour le champignon, voir Pilobolus (champignon).

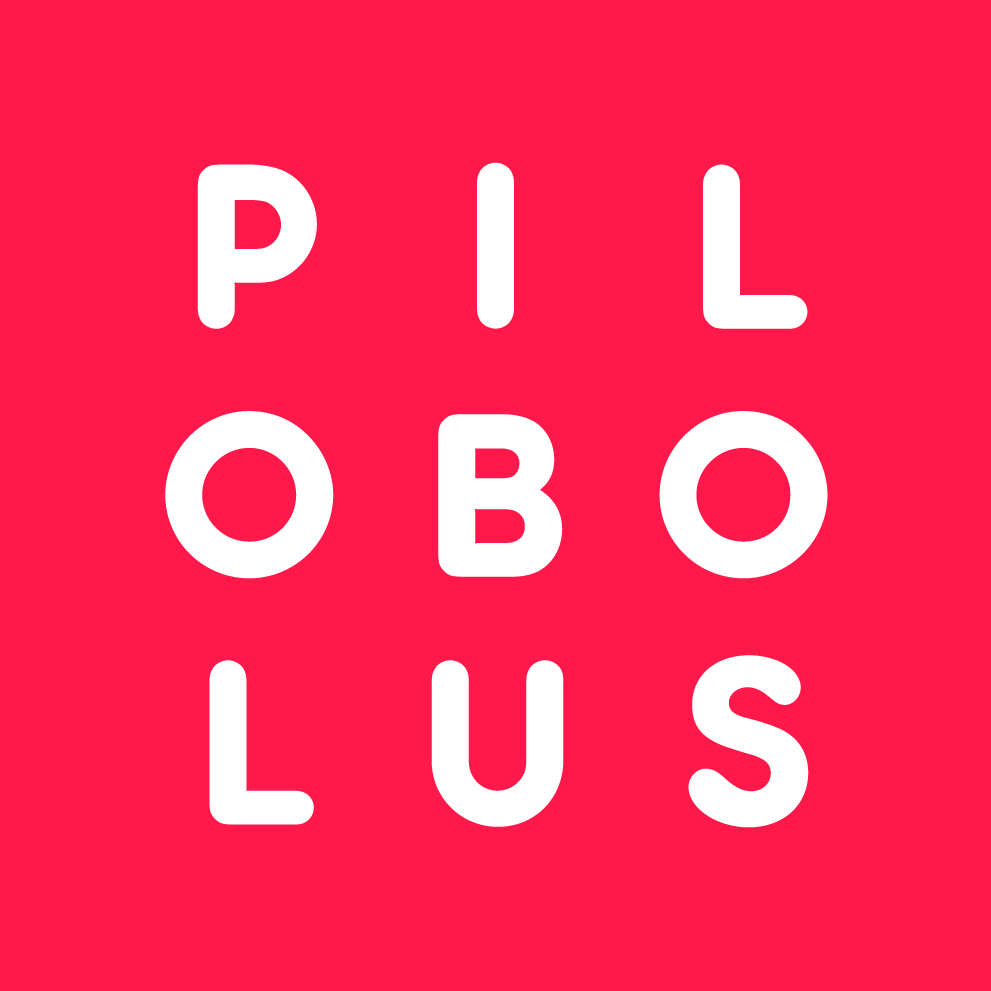
Logo de la compagnie de danse Pilobolus.

Pilobolus (ou Pilobolus Dance Theatre) est une compagnie de danse américaine fondée en 1971 dans le New Hampshire.

## Historique
Collectif dont le nom  évoque un champignon (pilobolus), la compagnie est créée par quatre danseurs du Dartmouth College influencés par le travail d'Alwin Nikolais. La compagnie met en avant les qualités athlétiques de la danse, sur l'illusion et sur la malléabilité des corps.
La compagnie reçoit en 2000 un American Dance Festival Award pour l'ensemble de ses productions, une première pour une troupe de danse
Elle donne de nombreux spectacles, aussi bien aux U.S.A. que lors de tournées internationales, et s'est produite en mars 2012 à Paris aux Folies Bergère, dans le spectacle de danses d'ombres Shadowland.

## Quelques créations
- Walklyndon et Pilobolus (1971)
- Ocellus et Spirogyra (1972)
- Aubade et Pseudopodia (1973[3])
- Bone (1977)
- Molly's Not Dead (1978)
- Momix (1980)
- Day Two (1981)
- Elegy for the Moment (1982)
- Land's Edge (1986)
- The Particle Zoo (1989)
- Axons (1990)
- Rejoyce (1993)
- Gnomen (1997)
- Sweet Dreams (2000)
- Aquatica (2005)
- B'zyrk (2007[3])
- Darkness and Light (2008)
- Razor: Mirro (2008[3] )